# القطاع المصرفي في أوكرانيا

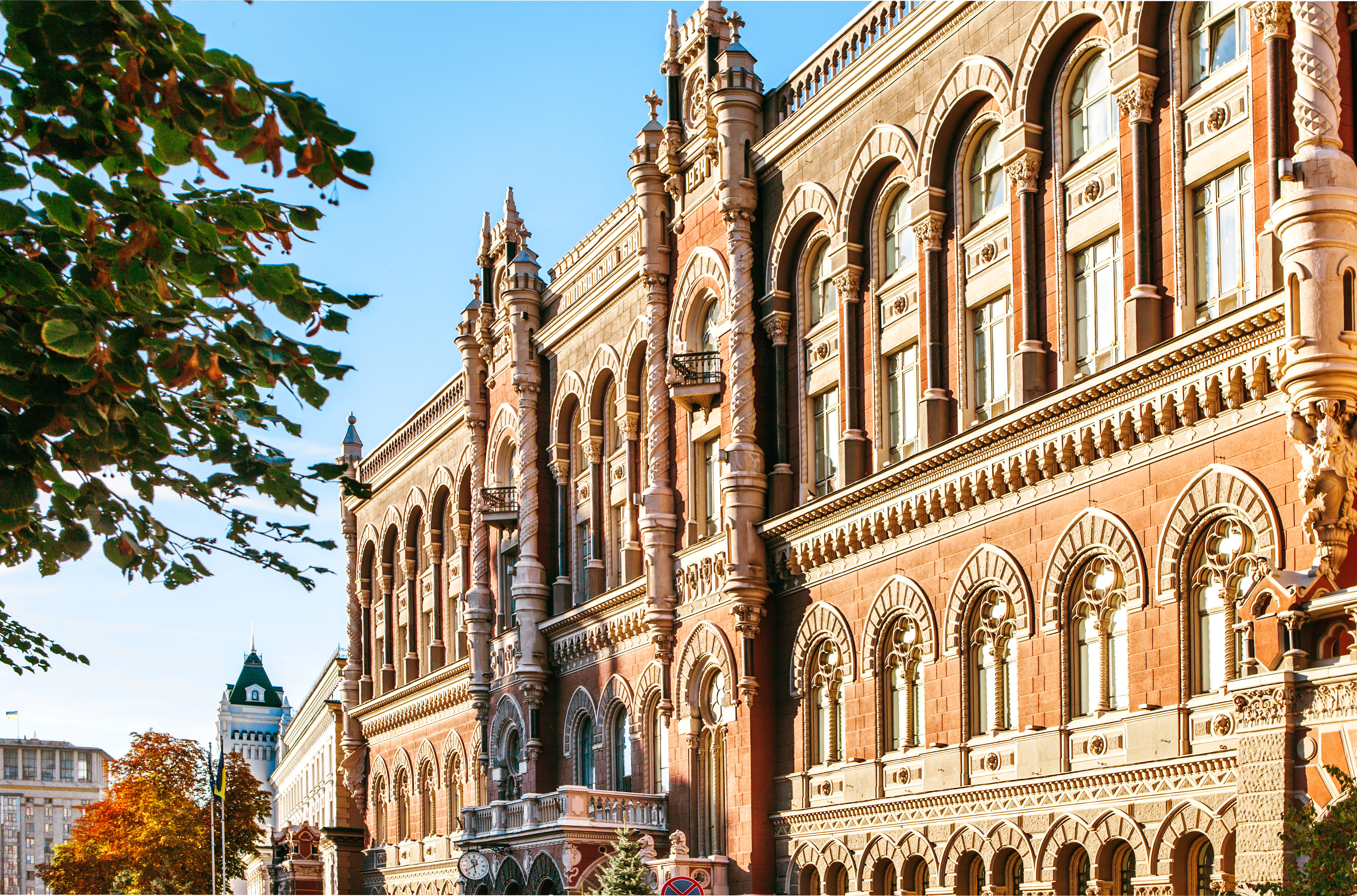
البنك الوطني الأوكراني

شهد تاريخ القطاع المصرفي في أوكرانيا اعتبارًا من أواخر العقد الأول من القرن الواحد والعشرين عدة فترات من الاندماجات والاستحواذات المصرفيَّة المتفاوتة في طبيعتها. بلغ عدد المصارف العاملة في أوكرانيا 117 مصرفًا اعتبارًا من مطلع عام 2016، في حين بلغت قيمة الكليَّة للأصول الماليَّة الواقعة تحت حوزة هذه المصارف 1.254 تريليون هريفنيا. بلغ عدد المصارف المرخَّصة القادرة على الوفاء بالتزاماتها الماليَّة 81 مصرفًا بحسب ما ذكره مصرف أوكرانيا المركزي في 1 أكتوبر عام 2018، وبلغت قيمة أصولها الكليَّة نحو 1.355 تريليون هريفنيا (48 مليار دولار أمريكي).

## لمحة تاريخية
أقدم عدد من الشركات الأجنبية على الاستحواذ على القدر الأكبر من الحصص في المصارف الأوكرانية في الفترة التي سبقت وقوع الأزمة المالية الأوكرانية خلال الفترة من عام 2008 حتى عام 2009. علَّقت هذه الشركات آمال كبيرة على نمو الاقتصاد والمنظومة المصرفية الأوكرانية على المدى القريب. كذلك كان لدى تلك الشركات المال (بفضل الازدهار الاقتصادي قبل الأزمة المالية العالمية 2007-2008)، والذي مكَّنها من الاستثمار والإقراض في أوكرانيا. غالبًا ما قام المالكون الجدد بشراء المصارف بأسعار تراوحت ما بين خمسة إلى سبعة أضعاف قيمها الفعلية. كذلك كانت جودة أصول هذه المصارف منخفضة في معظم الأحيان.
فقد معظم أصحاب المصارف من الأجانب الأمل في وجود بوادر مستقبلية إيجابية للاقتصاد والمنظومة المصرفية الأوكرانية خلال فترة حكومة ميكولا أزاروف إبان فترة رئاسة فيكتور يانوكوفيتش (الذي حكم البلاد خلال الفترة الممتدة من شهر فبراير عام 2010 حتى إسقاط نظامه في شهر فبراير عام 2014). باع هؤلاء أصولهم لعدد من رجال الأعمال الأوكران المقربين من الحكومة. سدد أصحاب المصارف الجدد في المتوسط ما تراوحت نسبته ما بين 0.5% إلى 1.0% من قيمة المصرف الواحد.
تقلص الاقتصاد الأوكراني بنسبة 6.8% في عام 2014، وجاء ذلك عقب قيام ثورة الكرامة واندلاع الحرب الروسية الأوكرانية. أدى ذلك إلى توقف عمليات الاندماج والاستحواذ المصرفيَّة. أعلن البنك الوطني الأوكراني إفلاس 62 مصرف أوكراني خلال الفترة المتراوحة من مطلع عام 2014 حتى شهر نوفمبر عام 2015. بلغ عدد المصارف العاملة في أوكرانيا 117 مصرف في أوائل عام 2016. وبلغت محصلة أصول هذه المصارف 1.254 تريليون هريفنيا. أعلن عن إفلاس ثمانية مؤسسات مالية جديدة بحلول شهر أغسطس من عام 2016. بدأت شركات أجنبية عدة بشراء مصارف أوكرانية من جديد بدءًا من شهر يوليو عام 2015. سحب البنك الوطني الأوكراني رخصة مصرف فاينانس وكريديت وأعلن تصفيته في يوم 17 ديسمبر عام 2016. احتل هذا المصرف المرتبة العاشرة من حيث إجمالي قيمة أصوله في قائمة أكبر 15 مصرف تجاري في أوكرانيا في 1 يوليو عام 2015. أعلن البنك الوطني إفلاس أكثر من 60 مصرفًا خلال الفترة ما بين عام 2014 وعام 2015. وشهد السوق انسحاب 18 مؤسسة مالية أخرى خلال عام 2016.
سجلت المصارف الأوكرانية مجتمعة (عدا المفلسة منها) خسائر بقيمة 66.6 مليار هريفنيا خلال عام 2015، في حين جنى 71 مصرفًا أرباحًا وصل مجموع قيمتها إلى 5.2 مليار هريفنيا خلال عام 2015.
أعلِن عن تأميم بريفات بنك في شهر ديسمبر عام 2016. تجاوزت نسبة الإيداعات المصرفيَّة الفرديَّة في المصرف ثلث إجمالي الإيداعات المصرفيَّة الفرديَّة في أوكرانيا. هذا وقد هدفت هذه الخطوة إلى «إنقاذ النظام المصرفي». وقال الرئيس بوروشينكو: «من الواضح أن الطريقة الوحيدة لإنقاذ المصرف، وضمان سلامة أموال عملائه هي نقله إلى ملكية الدولة».
استطاعت المصارف الأوكرانيَّة القادرة على الوفاء بالتزاماتها المالية تخفيض قيمة الخسائر التي منيت بها بمعدل ثلاثة أضعاف خلال عام 2016 بالمقارنة مع العام السابق (لتصل قيمة هذه الخسائر إلى نحو 18.9 مليار هريفنيا). تحدث البنك الوطني الأوكراني عن وجود إمكانية لتحقيق المصارف الأوكرانية لأرباح مالية خلال عام 2017. حققت المصارف الأوكرانية أرباحًا بقيمة 21.7 مليار هريفنيا خلال عام 2018. كانت هذا المرة الأولى التي حقق القطاع المصرفي أرباحًا ماليَّة منذ عام 2013 (حين سجَّل القطاع أرباحًا بقيمة 1.4 مليار هريفنيا).
بلغ عدد المصارف القادرة على الوفاء بالتزاماتها المالية في أوكرانيا 81 مصرفًا بحسب البنك الوطني لأوكراني اعتبارًا من 1 أكتوبر عام 2018. وبلغت محصلة أصول هذه المصارف 1.355 تريليون هريفنيا (48 مليار دولار).
أصبحت كافة المصارف الأوكرانيَّة تستعمل معيار رقم الحساب المصرفي الدولي اعتبارًا من 1 نوفمبر عام 2019.

## وصلات خارجية
- بنك أوكرانيا باللغة الأوكرانية